# 格雷芬贝格
格雷芬贝格（德語：Gräfenberg，發音：[ˈɡʁɛːfn̩bɛʁk] ⓘ）是德国巴伐利亚州上弗兰肯行政区福希海姆县的城市，面积37.83平方千米，2023年12月31日人口为4,248人。